# 揚·庫夫
揚·庫夫（英語：Jan Kuf，1991年5月11日—）為捷克現代五項運動員。2015年，他在世界現代五項錦標賽混合接力項目奪得金牌。2016年，他在歐洲錦標賽上獲得個人項目和混合接力項目冠軍。